# Grote Markt (Nijmegen)
Der Grote Markt in Nijmegen liegt im historischen Kern dieser niederländischen Stadt. Er ist flächenmäßig nicht klar abgegrenzt, weil an seinen verschiedenen Seiten die Gebäude wie die Waage nicht exakt an einer gedachten Linie ausgerichtet sind.

## Lage
Der unregelmäßig geformte Marktplatz gilt zunächst als direkte Adresse für die hier stehenden Gebäude wie die Waage, Restaurants oder ein Kaufhaus. Er wird vor allem von den Verkehrsströmen zwischen der Heezelstraat und der Burchtstraat (Ost-West-Verkehr) durchschnitten.
Im Uhrzeigersinn münden von Norden beginnend folgende Straßen auf den Platz: Korenmarkt, Kannenmarkt, Vijfringensgas, Straßenzug Grotestraat–Broerstraat (schneidet den Markt), Augustijnenstraat, Stikke Hezelstraat, Sint Stevenskerkhof mit einem Tor direkt auf den Kirchplatz.

## Geschichte
Der Platz entstand im Mittelalter bei der Entwicklung des Ortes als Handelszentrum am Fluss Rhein.
Um das Jahr 1251 hieß der Platz Hundisborch, um 1410 auch Honsborch, abgeleitet vom Namen der einflussreichen Kaufmannsfamilie Van Honsborch. Dieser Familie gehörte nach einem Protokoll von 1678 ein Gehöft in der Nähe des Stephans-Tors. In den folgenden Jahrhunderten bis um 1590 hieß der Marktplatz auch Cruys und Cruys Marct, was darauf verweist, dass in der Mitte ein Marktkreuz gestanden haben kann, das als Symbol des verliehenen Marktrechts gilt.

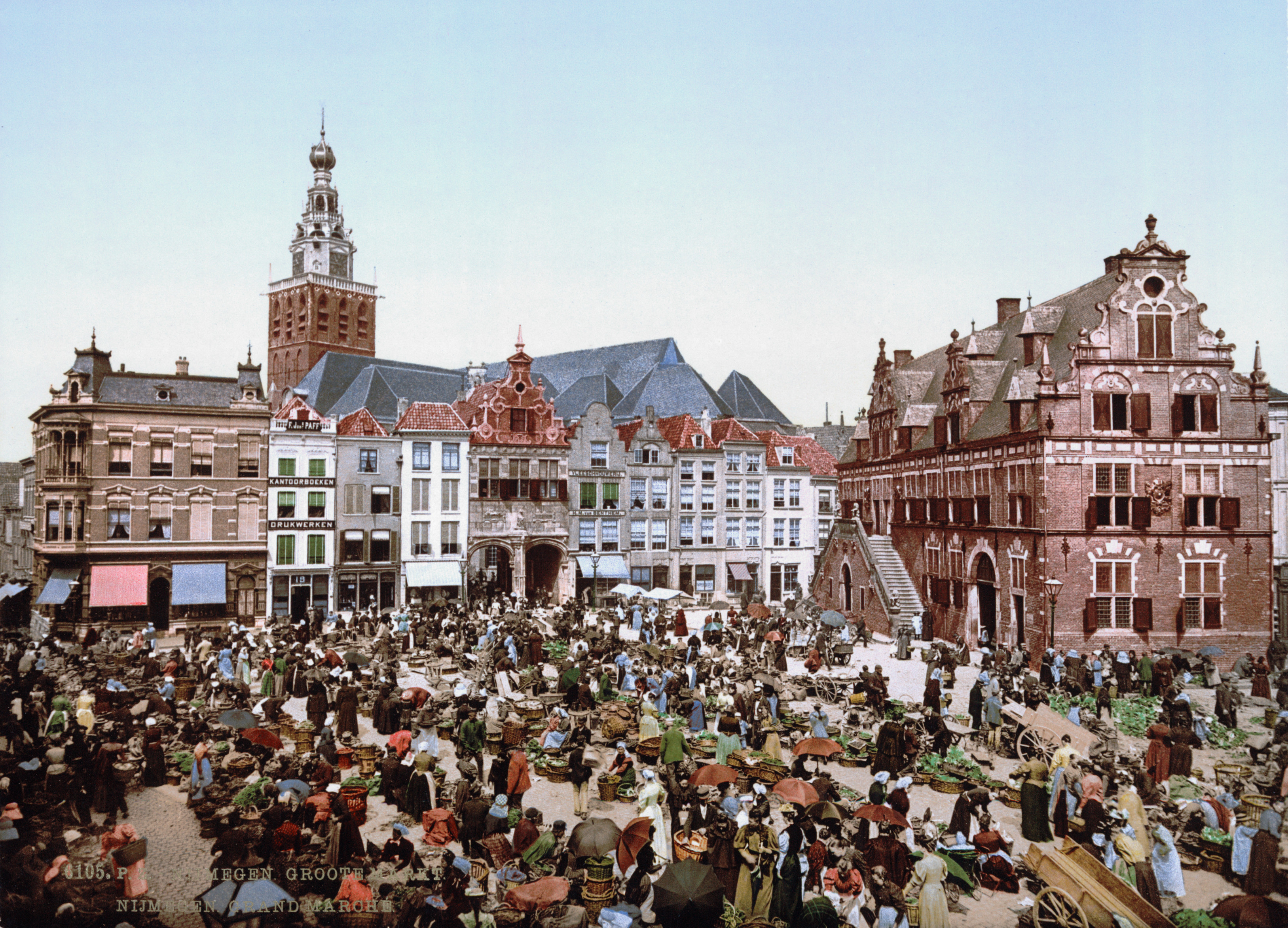
Markttreiben um 1905, hinter dem Stephanstor sind die Dächer des Gotteshauses und der 71 m hohe Turm zu sehen. Auf der rechten Seite im Vordergrund steht das Waag-Gebäude.

Seit 1812 wurde bereits der Begriff Großer Markt in verschiedenen Dokumenten oder auf Stadtplänen benutzt, jedoch änderte sich die Schreibweise mehrfach: Groote Markt (1812), De Grote Markt (1822), Grootemarkt (1859), Großer Markt (1892), Markt (1900), Groote Markt (1924), Grote Markt (1947).

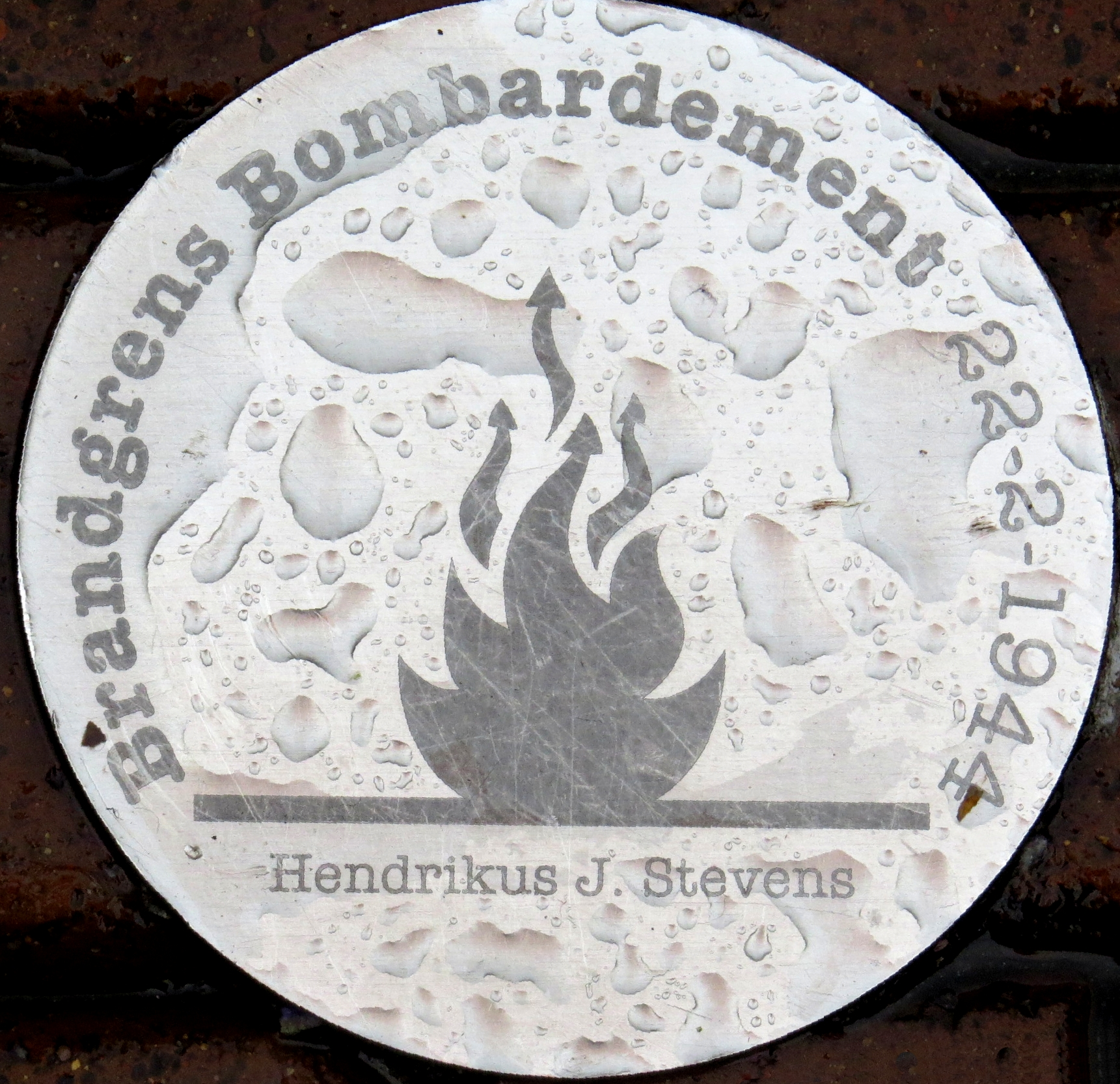
Wegmarkierung mit dem Hinweis auf die Brandgrenze von 1944

Im Zweiten Weltkrieg befand sich der Platz im Zentrum des Gebiets, das am stärksten von den Bombenangriffen auf Nijmegen und dem verheerenden Brand vom 22. Februar 1944 betroffen war.
Auf dem Platz wurde nach dem Zweiten Weltkrieg und dem Wiederaufbau der zerstörten Häuser die Skulptur der Mariken van Nieumeghen aufgestellt, geschaffen von der Bildhauerin Vera van Hasselt.

## Bauwerke und Sehenswertes (Auswahl)

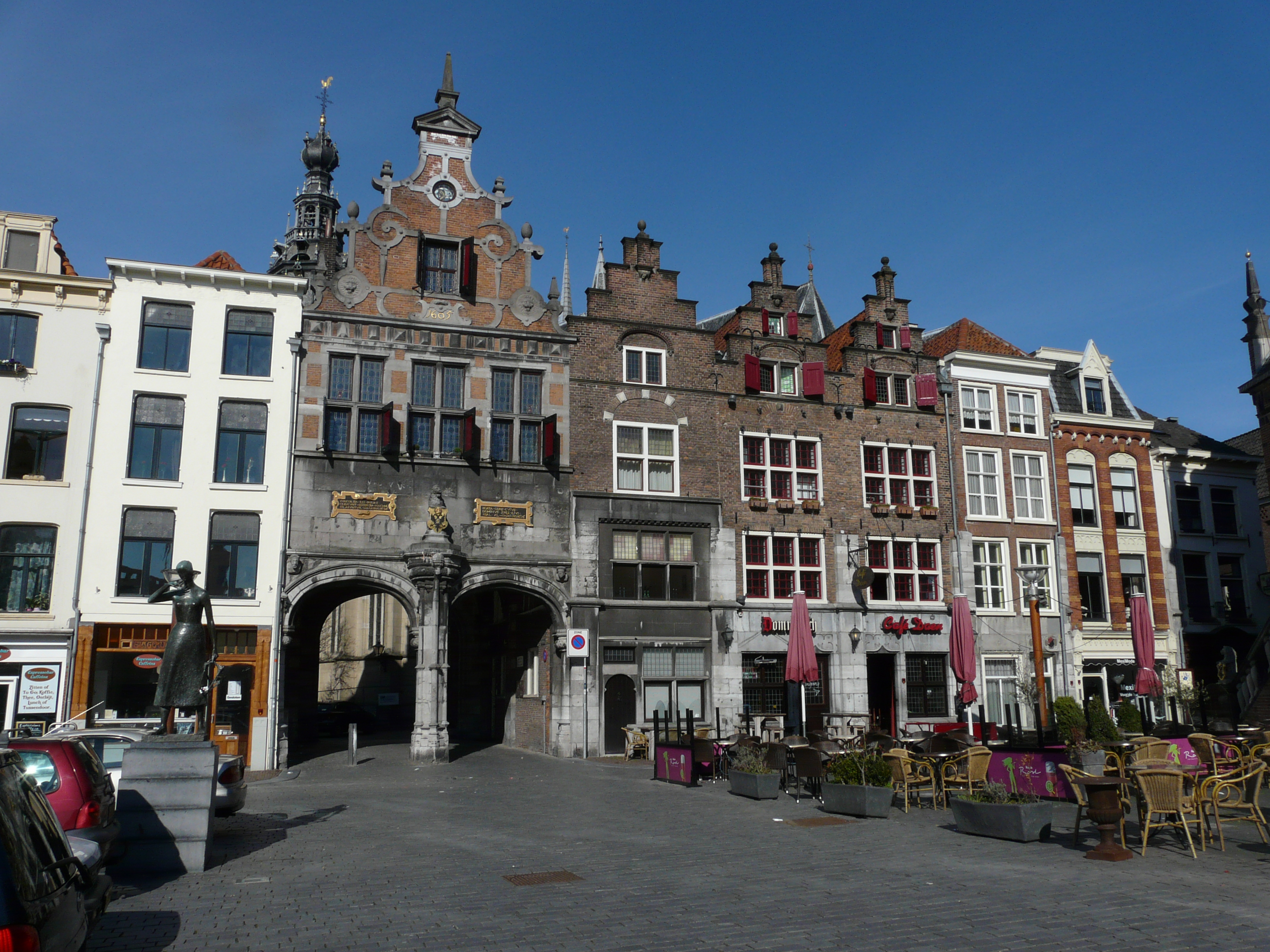
Stevenstor

Rund um den Marktplatz stehen sieben Rijksmonumente wie die Boterwaag (Butterwaage), die Sint-Stevenspoortje (das Stephanstor) und verschiedene Wohnhäuser.

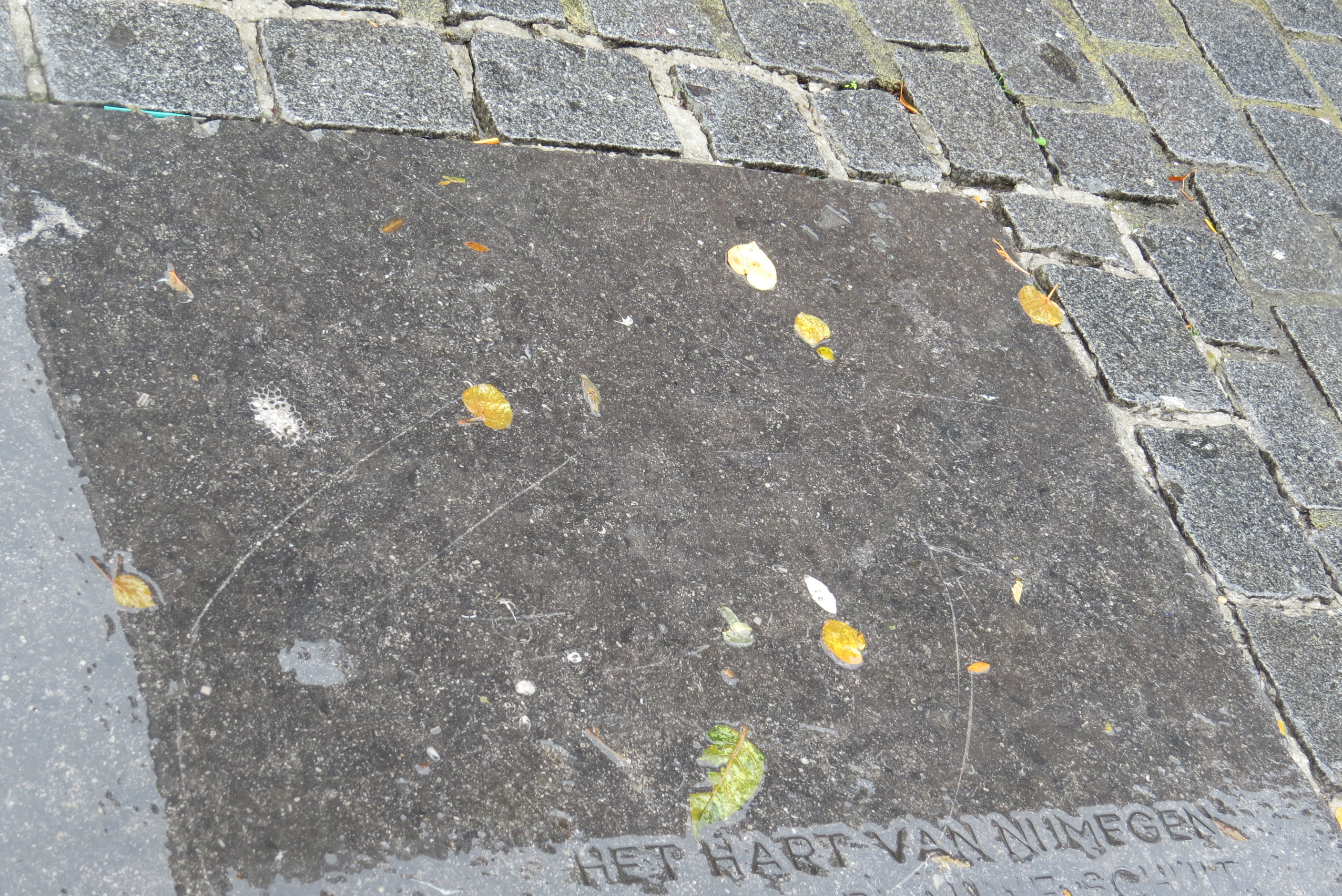
Blauer Stein

- Der historische Blaue Stein ist eine bläuliche rechteckige Granitplatte an der heutigen Kreuzung Burchtstraat–Broerstraat–Grote Markt, die bündig in das Straßenpflaster verlegt ist. Sie markiert das Zentrum der mittelalterlichen Stadt, in der die Viae Principales (die heutigen Grotestraat, Broerstraat, Korte Burchtstraat und Heezelstraat) zusammenliefen. Zugleich war er der Ausgangspunkt der vier Stadtviertel bzw. Bezirke: Broersvierdel (A), Onze Lieve Vrouwenvierdel (B), St. Anthonisvierdel (C) und St. Jansvierdel (D).[2]

Ein erster Markierungsstein wurde bereits 1522 in einem Dokument erwähnt, in den Jahren 1552 und 1647 wurden Ersetzungen vorgenommen. Der Ratsbeschluss von 1924 zur verbindlichen Namensgebung des Grote Markt bezog ausdrücklich die Kreuzung mit dem Blauen Stein in die Platzfläche mit ein.
Im März 2019 wurde die Platte neu verlegt, da sie bei der letzten Tauschaktion kopfstehend eingebracht worden war. Der Nijmegener Karnevalsverein kümmert sich um dieses historische Kleinod.
Eine weitere Nutzung des blauen Steins im 16. Jahrhundert ist überliefert: Bürger, die wegen eines Verbrechens gefangen genommen worden waren, wurden zunächst, bevor sie in ein Verlies kamen, um diesen Stein herumgeführt. Sollte sich zu dieser Gelegenheit ein Einwohner als Bürge finden, so wurde der Angeklagte bis zum richterlichen Urteil vorerst freigelassen. Bei zu Todesstrafen verurteilten Männern, die ebenfalls um den Stein herumlaufen mussten, war es auch möglich, dass unverheiratete Frauen die Bürgschaft dadurch übernehmen konnten, dass sie eine sofortige Heirat vereinbarten. Der Verurteilte wurde dann begnadigt, denn Männer waren stetig in der Unterzahl in Nijmegen.
Weitere Bräuche waren: ein Trauerzug bei der Beerdigung von Mitgliedern von Handwerksgilden umkreiste den Stein. Oder die Bürger von Nijmegen versammelten sich bei Bedrohungen durch Eindringlinge, bei inneren Unruhen oder in Kriegszeiten um ihren Bürgermeister, der sich mit dem Stadtbanner in der Hand auf den Stein stellte. Sie zeigten damit ihre Bereitschaft, die Stadt gemeinsam zu verteidigen.
Gelegentlich kam oder kommt es auch vor, dass der Stein gestohlen wird, doch entweder fand/findet die Polizei das schwere und unhandliche Stück oder die Stadt lässt einen neuen Stein nach dem historischen Vorbild anfertigen und verlegen.
Traditionell trinken die Nijmegener Einwohner zur Beginn der Karnevalszeit ihr erstes Bier auf diesem Stein.
- Nach der ersten größeren Umgestaltung des Ortszentrums um 1591 zerfiel der Bereich um den Marktplatz nunmehr in acht Stadtteile, es kamen weitere zu- bzw. abführende Straßen hinzu.[7]

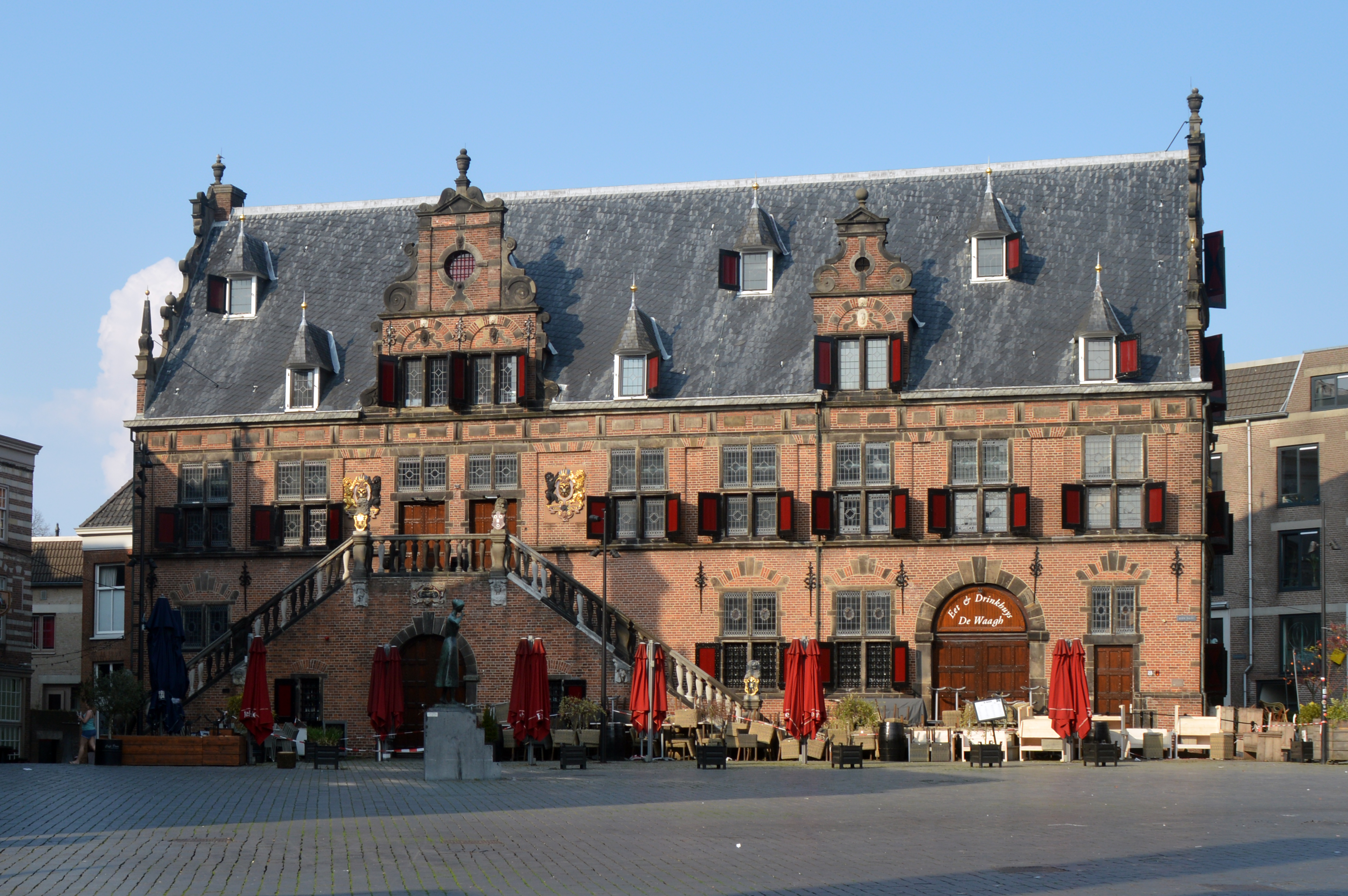
Waagegebäude

- Die Waage ist ein nach Plänen des Architekten Cornelis Janssen van Delft 1612/1613 im Renaissance-Backsteinstil errichtetes Gebäude am Grote Markt 26–28. Die eigentliche Waaghalle auf der rechten Seite des Gebäudes war eine große Säulenhalle, die durch drei Kreuzrippengewölbe gestützt wurde. Die Wagen und Karren der Markthändler konnten durch große Tore direkt in diese Halle hineinlangen. Die Waren wurden hier nach den Maßvorgaben des Nijmegener Rates gewogen, überwiegend handelte es sich um Fleisch und Butter. In oberen Räumen konnten die Händler über die Geschäfte im Einzelnen verhandeln. Die Militärgarde von Nimwegen nutzte bis 1885 das oberste Stockwerk.

Im 21. Jahrhundert befindet sich ein Restaurant in den Räumen. Das Bauwerk ist ein Reichsmonument mit der Nummer 31137.
- Unter der Adresse Burchtstraat 126 steht ein dreietagiges Naturwaren-Haus, nahe am Markt.[8]
- Das St. Stefanstor ist ein breiter Durchgang durch ein Wohnhaus, durch den die Kirchbesucher direkt vom Groten Markt zur Stadtkirche bzw. auf den Kirchplatz geleitet werden.

## Nutzung des Platzes

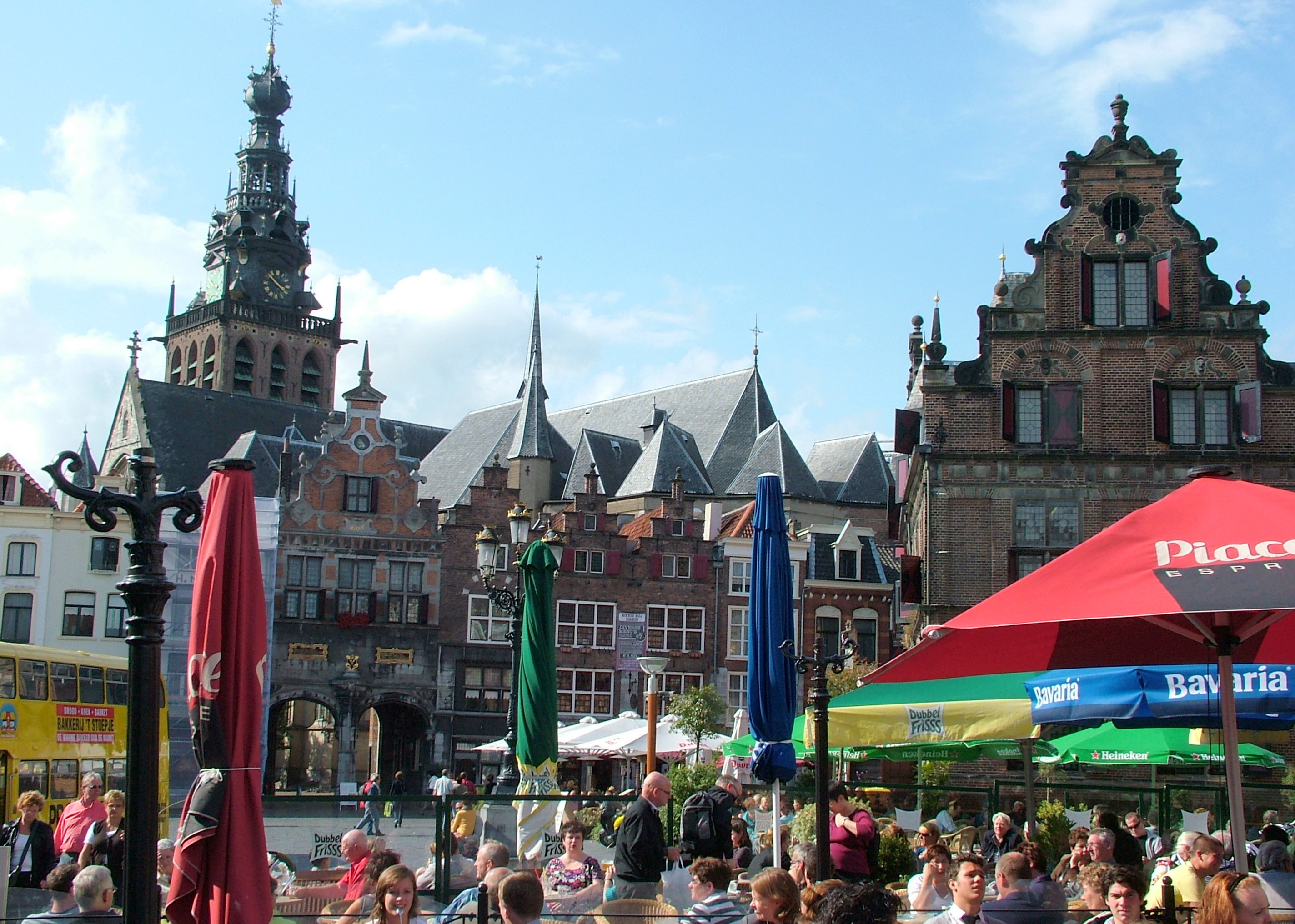
Werktagstreiben auf dem Grote Markt, Jahr 2008

Auf dem Groote Markt, in der Broerstraat, Grootestraat und Korte Burchtstraat fanden im 16. Jahrhundert Hinrichtungen oder die Ausführung strenger Strafen wie Auspeitschen, Abschneiden von Fingern oder Ohren und Zurschaustellung am 'De Kaak', dem Pranger, statt. Der Pranger wurde 1805 abgerissen.
Im 20. Jahrhundert wurden hier auch verbotene Bücher verbrannt.
Zwischen 1650 und 1800 war vor der Waag ein Wendekäfig installiert. Dieser Käfig wurde von Dienern, nachdem zu Haftstrafen verurteilte Frauen darin eingesperrt und gefesselt worden waren, mit großer Geschwindigkeit gedreht. Nach dieser Prozedur mussten die Frauen die Stadt verlassen.
Die Platzfläche ist (im 21. Jahrhundert) nicht verkehrsberuhigt, das heißt, Kraftfahrzeuge, Einwohner, Touristen und Markthändler beleben den Platz.

## In der Umgebung
- St. Stephanskirche

Die St. Stephanskirche auf dem gleichnamigen Hof ist die evangelische Stadtpfarrkirche von Nijmegen. Sie wurde 1788 eingeweiht, mehrfach beschädigt oder umgebaut und überragt alle umgebenden Bauwerke. Der letzte Wiederaufbau nach dem Brand im Jahr 1944 war 1969 beendet. Im 21. Jahrhundert fungiert sie als ökumenische City-Kirche.
- entlang der Burchtstraat und auf anderen Straßen im Gehweg eingelassene runde Edelstahltäfelchen, die auf die Brandgrenze verweisen, bei welcher im Jahr 1944 tausende Menschen ums Leben gekommen sind (Bild siehe oben).

- Kirche Sint Petrus Canisius in der Molenstraat

- Im Haus Grote Markt 30 auf dem Flurstück Kannenmarkt 27 wohnte der Komponist Willem Heijden (1858–1928).